# Храм Усекновения Главы Иоанна Предтечи (Березники)
Храм Усекновения Главы Иоанна Предтечи (Зырянская церковь) — недействующий православный храм в городе Березники Пермского края, в бывшем селе Зырянка. Один из старейших в Прикамье, заложен в 1757 году. Памятник архитектуры регионального значения.
В 2007 году из-за аварии на шахте в 350 метрах к юго-западу от храма образовался большой провал. К 2013 году из-за неравномерных оседаний ранее восстановленный храм пришёл в аварийное состояние и был закрыт.

## История
В 1704 году в селе Зырянка на месте молитвенного дома была построена деревянная Ильинская церковь. В 1715 году упоминается новая деревянная церковь Рождества Иоанна Предтечи.
Каменный храм в селе Зырянка в честь Усекновения Главы Иоанна Предтечи был заложен 29 августа 1757 года. Строительство велось за счёт Строгановых, попечением управителя Григория Григорьевича Цивиллина.
11 марта 1837 года освящён устроенный в трапезной придел в честь Алексия Человека Божия.

### Советские годы
С началом строительства шахты Предтеченский храм лишили крестов и голоса, а затем и вовсе закрыли.
Последним настоятелем был священник Василий Жигульский. Зная о планах по закрытию церкви, он принимал все усилия, чтобы сохранить приход. Указом Президиума Уральского облисполкома от 17 декабря 1933 года было принято решение о ликвидации церкви в селе Зырянка.
Постановление предусматривало снос церкви, но здание оставили. Впоследствии оно претерпело множество изменений и использовалось в различных целях.
Возле храма было обширное кладбище. Остались устные свидетельства о том, как строители натыкались на кости при подготовке площадки для сооружений калийного комбината. Сам храм, стоящий на пригорке, был виден далеко, к нему стекались верующие из 35 окрестных деревень. Но сегодня памятник архитектуры теряется на фоне карналлитовой фабрики.
Во время войны в здании церкви располагался склад боеприпасов. Позднее здание церкви принадлежало фабрике «Кама», затем «Стройгаз».
В 1984 году решением исполкома Березниковского Совета народных депутатов был создан реставрационный участок Пермской научно-реставрационной мастерской, восстанавливавший памятники Усолья. Ему на баланс и был передан памятник архитектуры — церковь Иоанна Предтечи. Здание храма было приспособлено под производственную базу участка. Внутри алтаря была сушилка для досок, в главном притворе был сооружен 2-й этаж, где располагался теннисный корт.

### Современное состояние
В конце 1991 года была зарегистрирована православная община церкви Иоанна Предтечи.
20 августа 1992 года во вновь открытой церкви отслужена первая Божественная литургия.
Начались восстановительные работы. В храме был убран второй этаж, разобраны кирпичные кладки, разделявшие здание на несколько комнат, восстановлен купол на летнем храме и 6-й ярус колокольни.
Начиная с 2007 года в районе храма усилились подвижки поверхности: появились трещины в стенах, фундаменте, на дороге возле здания.
Долгое время считалось, что храм стоит на целике и под ним нет шахтных выработок. Были укреплены своды храма, планировалось укрепление фундамента. Но позже стало известно, что здание церкви частично подработано пластами АБ в 1954 году, в зоне влияния от Кр-П в 1960 году и пластом В — в 1965 году.
Весной 2013 года появились трещины на площади Решетова, через которую проходила дорога к храму. 13 ноября 2013 года мэр города Березники распорядился закрыть церковь.
17 ноября 2013 года была совершена последняя Божественная литургия.
Потенциально опасная зона в районе БФ ОАО «Галургия» расположена к северо-востоку от церкви, в нескольких сотнях метров.
В настоящее время территория вокруг храма закрыта. Осуществляется онлайн мониторинг здания.
За период с 9 июля по 6 августа 2014 года скорость осаживания одной части строения относительно другой составила от 0,122 до 0,704 мм/месяц, с 6 августа по 3 сентября — от 0,118 до 0,839 мм в месяц. Продолжается процесс неравномерного оседания здания.

## Документы
(…)Погост Зырянка, на речке на Зырянке, что была деревня Зырянка, да починок Тимашев;
в погосте храм, древян клецки, во имя Николы Чудотворца,
а в приделе — Мученицы Христовы Екатерины; а в храме образов местных: образ Чудотворца Николы, большая пядница, на празелени, с деянием; образ Воздвижения честнаго креста, большая пядница, с деянием; образ Пречистые Богородицы Одигитрии, середняя пядница; образ мученицы Христовы Екатерины, середняя пядница; образ Рождество Христово, а у него прикладу два венца сканных; серебренных, золочены; двери царския; и деисус, на празелени; евангелие напрестольное, письменное; псалтырь, да часовник письменныя; минея общая, печать московская, да полуустав да шестодневец; да на колокольнице три колокола. Да у церкви:
двор поп Семен Ондреев,
двор дьячек Ивашко Микитин,
двор пономарь Степка Данилов
двор просвирница Марья;

пашни паханыя церковныя худыя земли 4 чети в поле, а в дву потому ж(…)
Соликамские Писцовые книги письма и меры Михаила Кайсарова 1623—1624 г.